# En Angleterre occupée
Pour plus de détails, voir Fiche technique et Distribution.
En Angleterre occupée (It Happened Here) est un film britannique de Andrew Mollo et Kevin Brownlow, sorti en 1965.

## Synopsis
Alors que l'armée allemande a envahi la Grande-Bretagne après le désastre français de 1940, le peuple anglais doit vivre sous le joug nazi. Une résistance populaire armée s'organise dans le pays et pour contrôler les campagnes les habitants des villages sont rassemblés dans les grandes villes. Pauline, une infirmière, se retrouve à Londres et obtient un poste dans les services sanitaires de l'occupant mais rapidement elle ne supporte plus cette collaboration avec l'ennemi.

## Fiche technique
- Titre original : It Happened Here
- Titre français : En Angleterre occupée
- Réalisation : Andrew Mollo et Kevin Brownlow
- Scénario : Andrew Mollo et Kevin Brownlow
- Pays d'origine : Royaume-Uni
- Format : Noir et blanc - 1,37:1 - Mono
- Genre : drame et science-fiction
- Durée : 97 minutes
- Date de sortie : 1965

## Distribution
- Pauline Murray : Pauline
- Sebastian Shaw : Docteur Richard Fletcher
- Bart Allison : Skipworth
- Reginald Marsh : Médecin
- John Snagge : Journaliste radio (non crédité)
- Peter Watkins (non crédité)